# William Wilfred Campbell

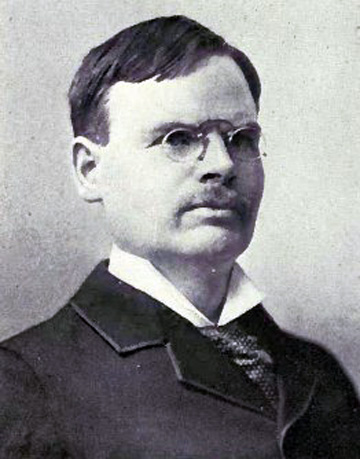
William Wilfred Campbell

William Wilfred Campbell (* 1858 in Ontario; † 1. Januar 1918 in Ottawa) war ein kanadischer Schriftsteller.

## Leben und Wirken
Über Geburtsdatum und -ort Campbells werden unterschiedliche Angaben gemacht: es wird der 1. Juni 1858 und der Geburtsort Kitchener, aber auch der 15. Juni 1860 und der Geburtsort Newmarket genannt. Der Sohn des Reverend Thomas Swainston Campbell wuchs in verschiedenen Kleinstädten Ontarios auf. Er besuchte von 1877 bis 1879 die Highschool in Owen Sound und erwarb ein Lehrerzertifikat. Von 1882 bis 1882 studierte er am University College der University of Toronto, daran schloss sich ein Theologiestudium am Wycliff College (1882) und an der Episcopal Theological School in Cambridge an.
1885 wurde Campbell als Diakon ordiniert und erhielt eine Stelle in West Claremont/New Hampshire; 1886 erfolgte seine Ordination als Pfarrer. 1888 wurde er Rector der Trinity Church in St. Stephen/New Brunswick, 1890 Rector der St. Paul’s Church in Southampton/Ontario. 1891 erhielt er eine Stelle als Schreiber beim Department of Railways and Canals in Ottawa, 1892 wechselte er zum Department of the Secretary of State, im Folgejahr zum Department of Militia and Defence und 1897 zum Privy Council Office. 1908 erhielt er eine Stelle im Archiv des Department of Agriculture, die er bis zu seinem Tod innehatte.
Der erste Gedichtband Campbells erschien während seiner Studienzeit im Jahr 1881 (Poems!). Zwischen 1881 und 1888 wurden mehrere Gedichte in der Zeitschrift Varsity. Seine erste Veröffentlichung in einer bedeutenden Zeitschrift (Atlantic Monthly) war Canadian Folk Song (1885). 1888 erschien sein erster Gedichtband Snowflakes and sunbeams, in dem auch sein Gedicht Indian Summer – bis heute eines der beliebtesten kanadischen Gedichte – enthalten war. Im nächsten Jahr folgte der Band Lake lyrics and other poems.
Mit Duncan Campbell Scott und Archibald Lampman verfasste er 1892–93 wöchentliche Kolumnen unter dem Titel At the Mermaid Inn für die Zeitschrift Globe. 1893 erschien sein nächster Gedichtband The dread voyage. Im Jahr 1894 wurde Campbell in die Royal Society of Canada aufgenommen. Er wurde 1899 deren Vizepräsident, war von 1900 bis 1901 Präsident und von 1903 bis 1911 Sekretär der Sektion II der Gesellschaft. Ab 1895 verfasste er sieben Versdramen, deren erste beiden 1895 unter dem Titel Mordred and Hildebrand: a book of tragedies und 1908 mit zwei weiteren als Poetical tragedies erschienen.
Nach 1900 entstanden seine drei Romane Ian of the Orcades (1906), A beautiful rebel (1909) und Richard Frizzell (in Fortsetzungen von 1909 bis 1910 im Christian Guardian erschienen). Seine patriotische Gesinnung und Begeisterung für das britische Imperium – beflügelt durch seine Freundschaft mit Zeitgenossen wie dem Duke of Argyll, Lord Grey, Nicholas Flood Davin, William Dawson LeSueur, Charles A. E. Harriss und Robert Tait McKenzie – schlug sich in Werken wie Poems of loyalty by British and Canadian authors (London, 1913), The Oxford book of Canadian verse (Toronto, 1913) und Sagas of vaster Britain (1914) nieder.
Campbell starb am Neujahrstag 1918 an einer Lungenentzündung. Nach seinem Tod verblasste seine Popularität schnell. Seine politischen Überzeugungen wurden unpopulär, seine traditionell geprägte literarische Produktion blieb hinter den Werken von Zeitgenossen wie Charles George Douglas Roberts, William Bliss Carman, Duncan Campbell Scott und Archibald Lampman zurück. 
Am 19. Mai 1938 ehrte die kanadische Regierung, vertreten durch den für das Historic Sites and Monuments Board of Canada zuständigen Minister, Campbell und erklärte ihn zu einer „Person von nationaler historischer Bedeutung“.

## Werke
- Snowflakes and sunbeams, 1888
- Lake lyrics and other poems, 1889
- The dread voyage: poems, 1893
- Beyond the hills of dream, 1899
- Ian of the Orcades; or, the armourer of Girnigoe, 1906
- The collected poems of Wilfred Campbell, 1905 (mit Illustrationen von Thomas Mower Martin 1907)
- Poetical tragedies, 1908
- A beautiful rebel: a romance of Upper Canada in eighteen hundred and twelve, 1909
- The beauty, history, romance and mystery of the Canadian lake region, 1910
- The Scotsman in Canada, 1911
- Sagas of vaster Britain; poems of the race, the empire and the divinity of man, 1914